# Universidade Rutgers

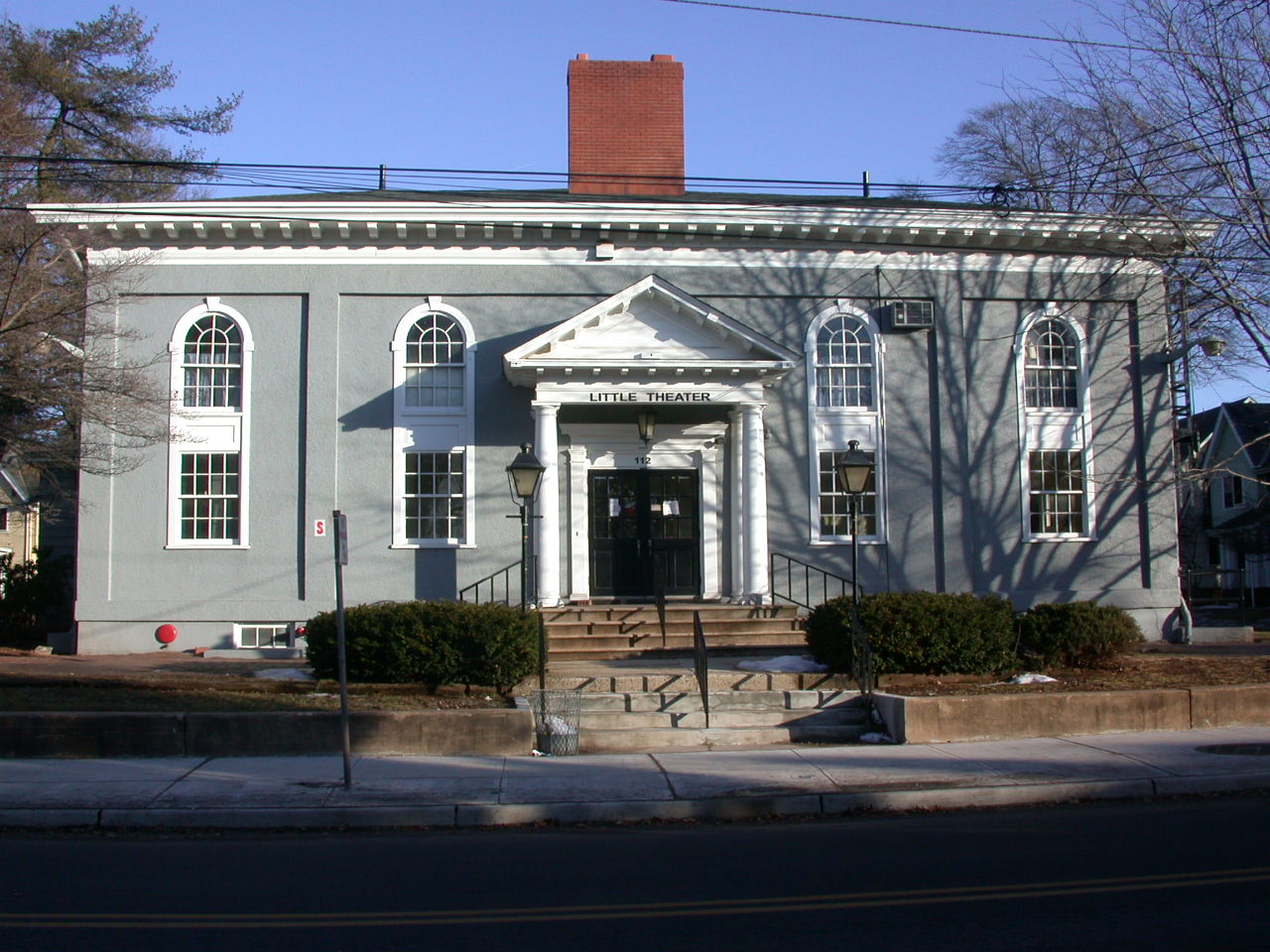
O Little Theater da Rutgers University, no Douglass Campus, New Brunswick.

A Rutgers, Universidade Estadual de Nova Jérsei (em inglês: Rutgers, The State University of New Jersey), também conhecida como Universidade de Rutgers (Rutgers University), é a maior instituição de ensino superior de Nova Jérsei, Estados Unidos. É também a oitava universidade fundada nos Estados Unidos, tendo originalmente recebido o nome de Queen's College em 1766.

## Histórico
Rutgers foi designada como universidade do estado de Nova Jérsei pelos atos da Legistura de Nova Jérsei em 1945 e 1956. Os campi de Rutgers ficam nas cidades de New Brunswick, Piscataway, Newark e Camden. Rutgers é a maior universidade e instituto de ensino de Nova Jérsei, e ficou em 46° lugar no ensino acadêmico mundial numa pesquisa feita em 2006, conduzida pelo Instituto de Ensino Superior na Universidade de Jiao Tong, em Xangai. A universidade oferece mais de 100 bacharelados distintos, 100 diferentes mestrados, e 80 diferentes programas de doutorados e graduações profissionais entre 175 departamentos acadêmicos, 29 escolas e faculdades que fornecem graduações, das quais 16 oferecem programas de pós-graduação.